# Route des Grands Crus
La Route des Grands Crus (expressió francesa, literalment «Ruta dels Grans Vins») és una ruta turística de França que travessa la part més prestigiosa de la regió de vinyes de la Borgonya, és a dir trenta-vuit pobles vitícoles pintorescos de la Côte de Nuits i la Côte de Beaune, entre Dijon i Santenay, que s'estén al llarg de 60 km.

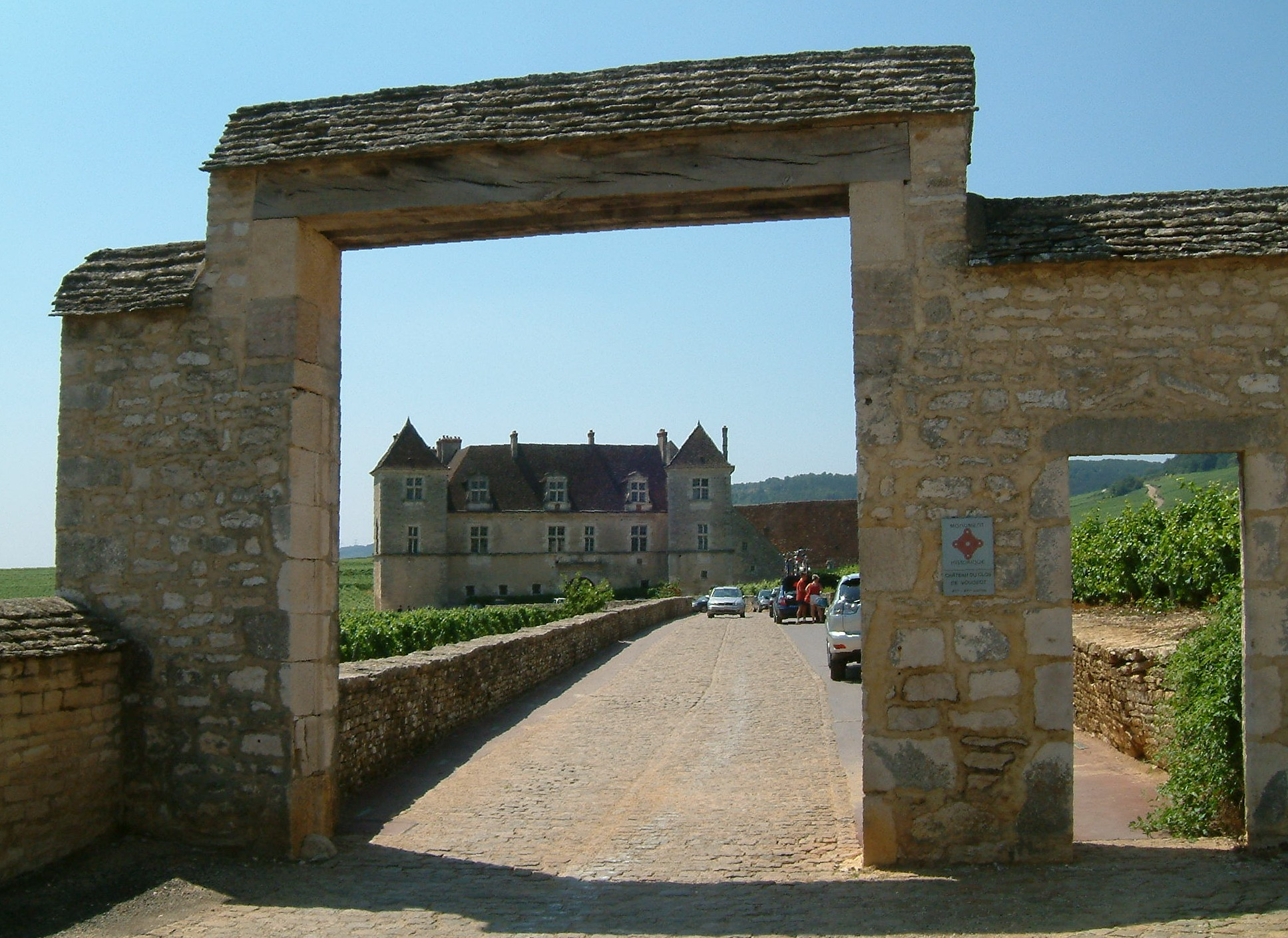
Château del Clos de Vougeot

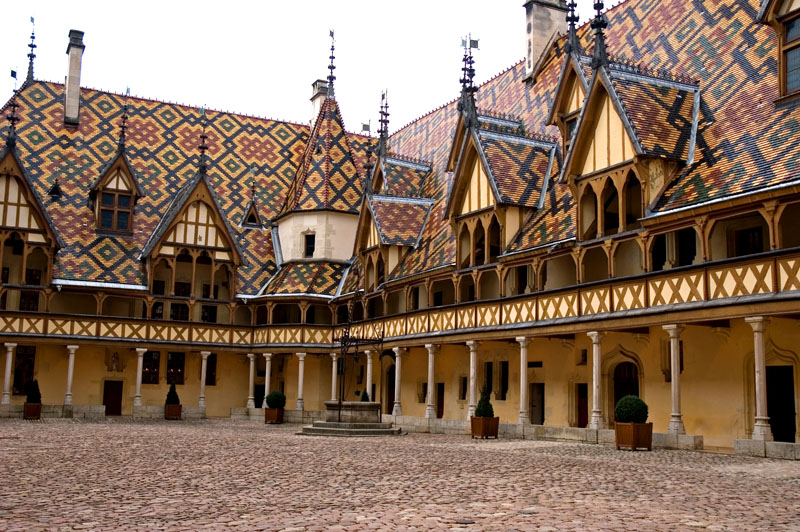
Els Hospicis de Beaune

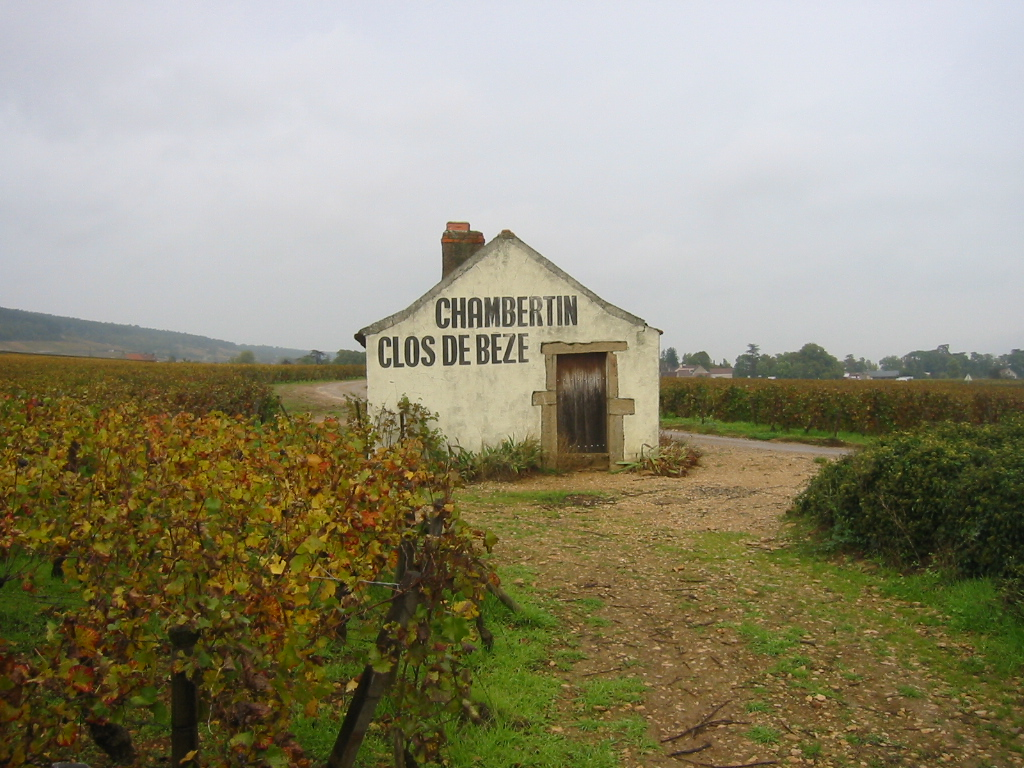
Chambertin-Clos-de-Bèze

## Llista dels pobles que travessa la ruta de nord a sud
- Dijon (amb el Palau dels Ducs de Borgonya)
- Chenôve
- Côte de Nuits
  - Marsannay-la-Côte
  - Couchey
  - Fixin
  - Brochon
  - Gevrey-Chambertin
  - Morey-Saint-Denis
  - Chambolle-Musigny
  - Vougeot (amb el château del Clos de Vougeot i la Confrérie des Chevaliers du Tastevin)
  - Vosne-Romanée
  - Nuits-Saint-Georges
  - Comblanchien
  - Premeaux-Prissey
  - Corgoloin
- Côte de Beaune
  - Ladoix-Serrigny
  - Aloxe-Corton
  - Pernand-Vergelesses
  - Savigny-lès-Beaune
  - Beaune (amb els Hospicis i la subhasta que s'hi du a terme)
  - Pommard
  - Volnay
  - Saint-Romain
  - Monthelie
  - Auxey-Duresses
  - Meursault
  - Puligny-Montrachet
  - Chassagne-Montrachet
  - Santenay

## Galeria de fotografies

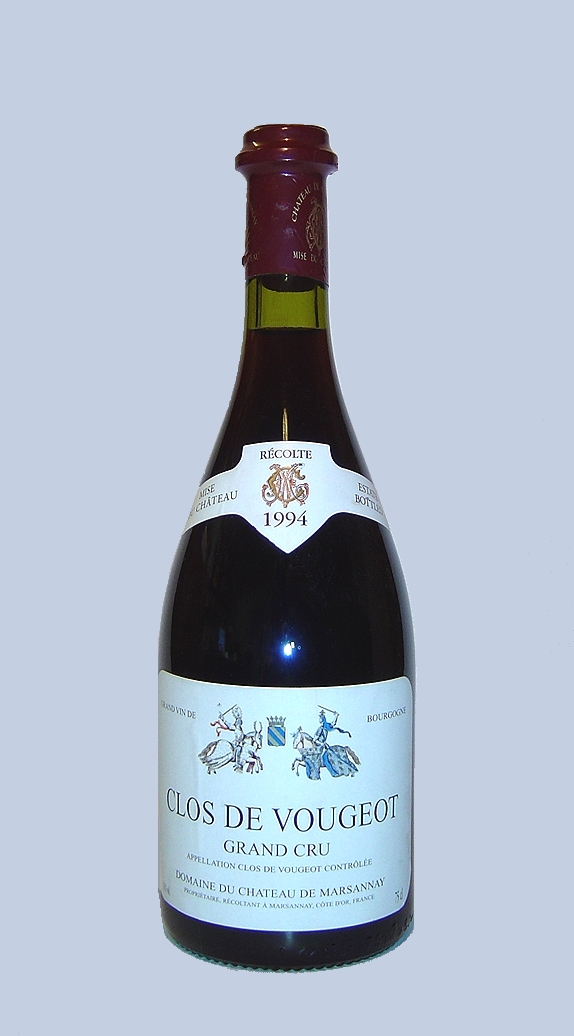
Clos Vougeot Grand Cru
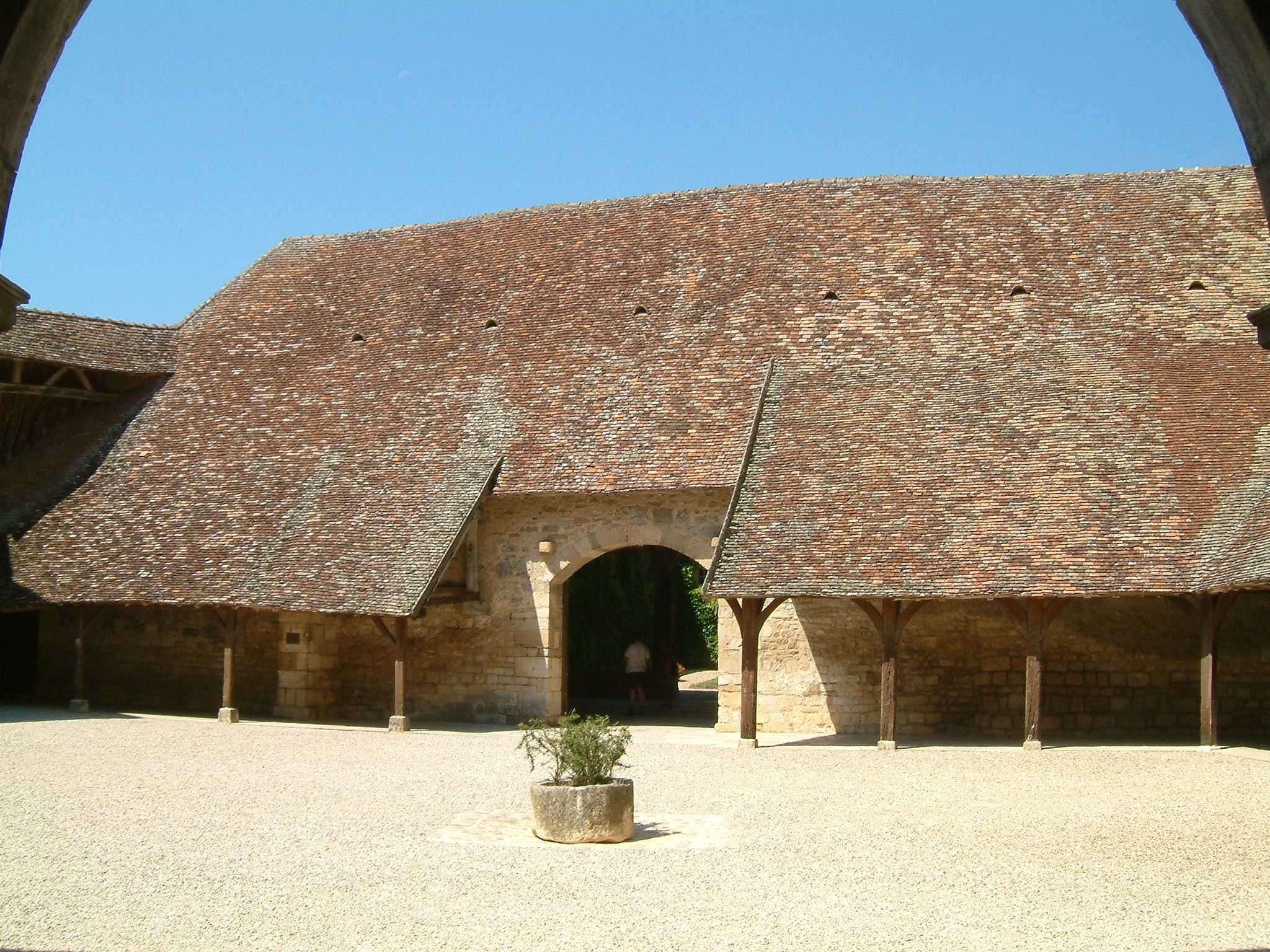
Château del Clos de Vougeot
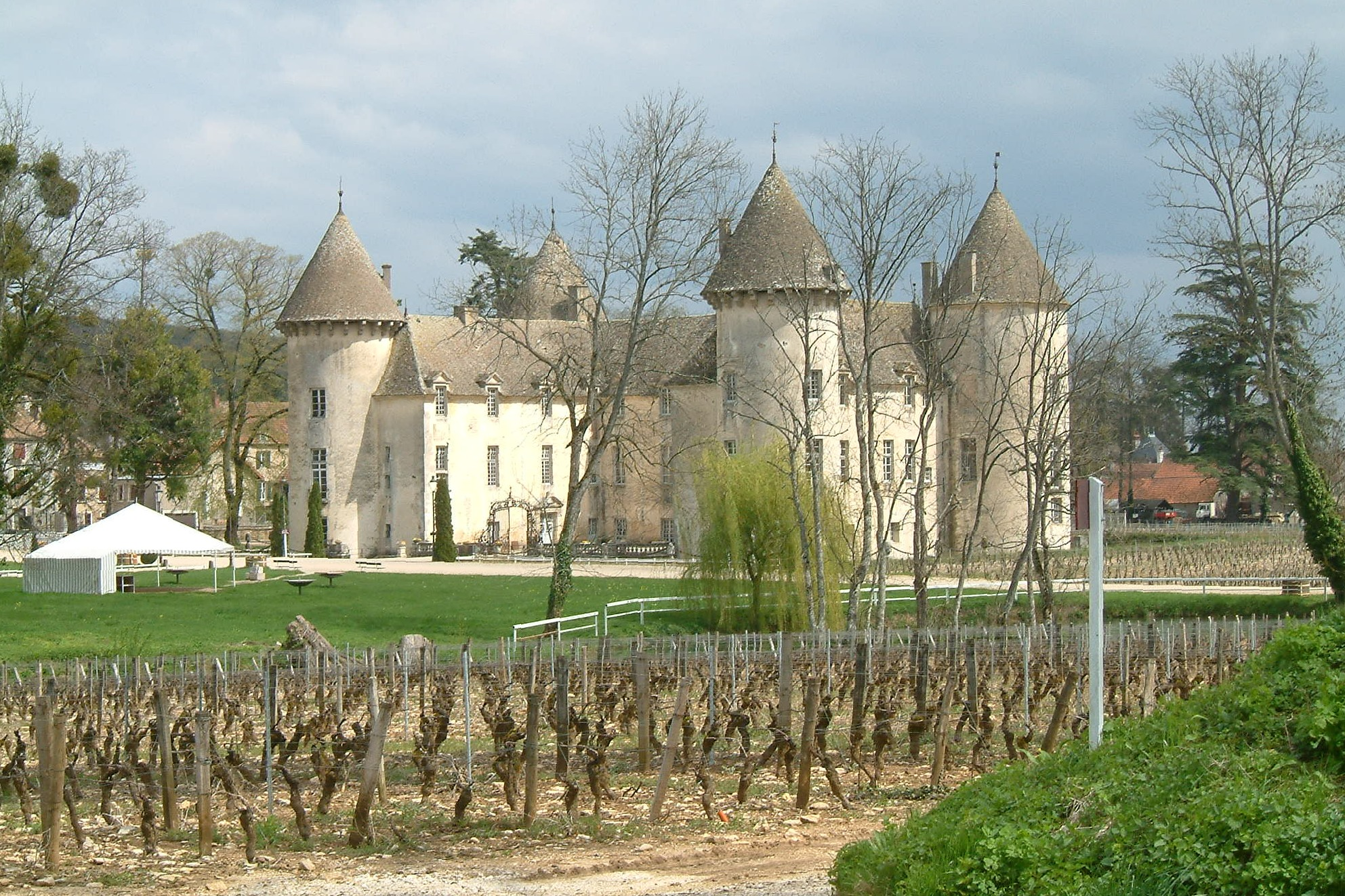
Château de Savigny-lès-Beaune
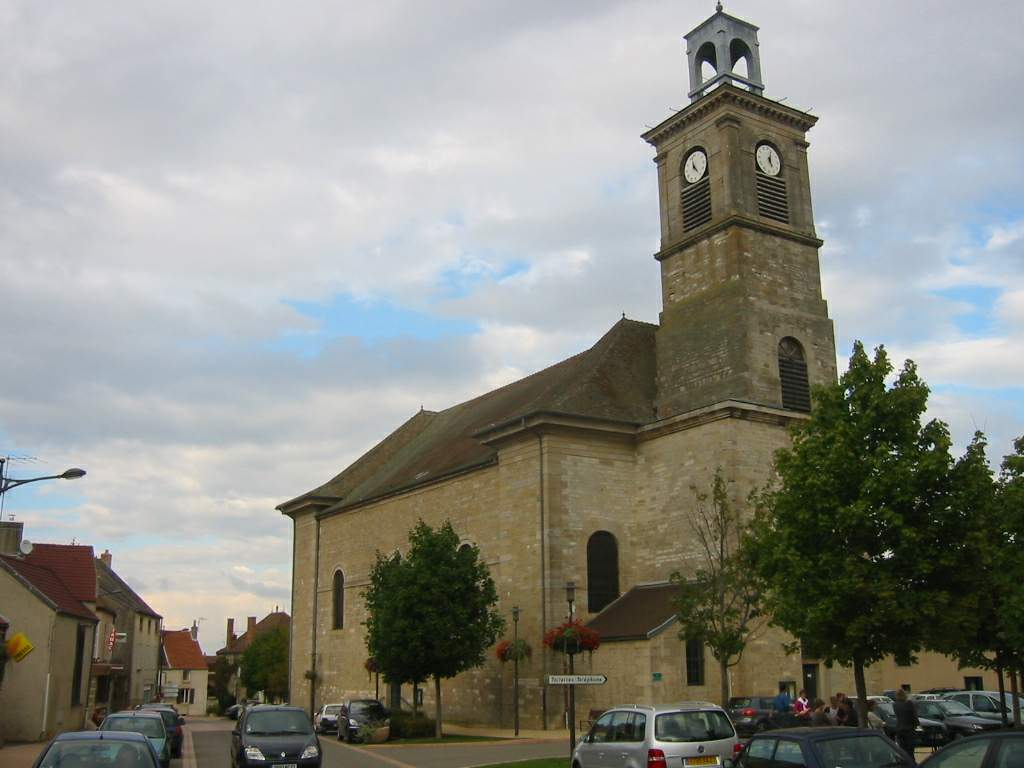
Església de Marsannay-la-Côte
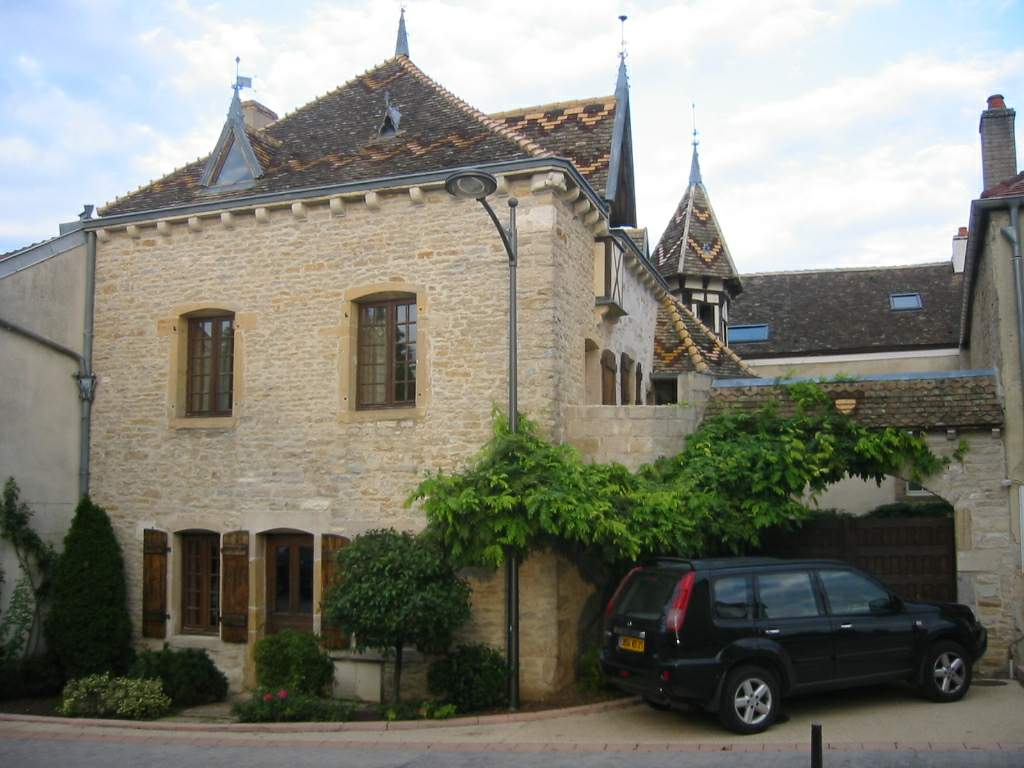
Casa borgonyona
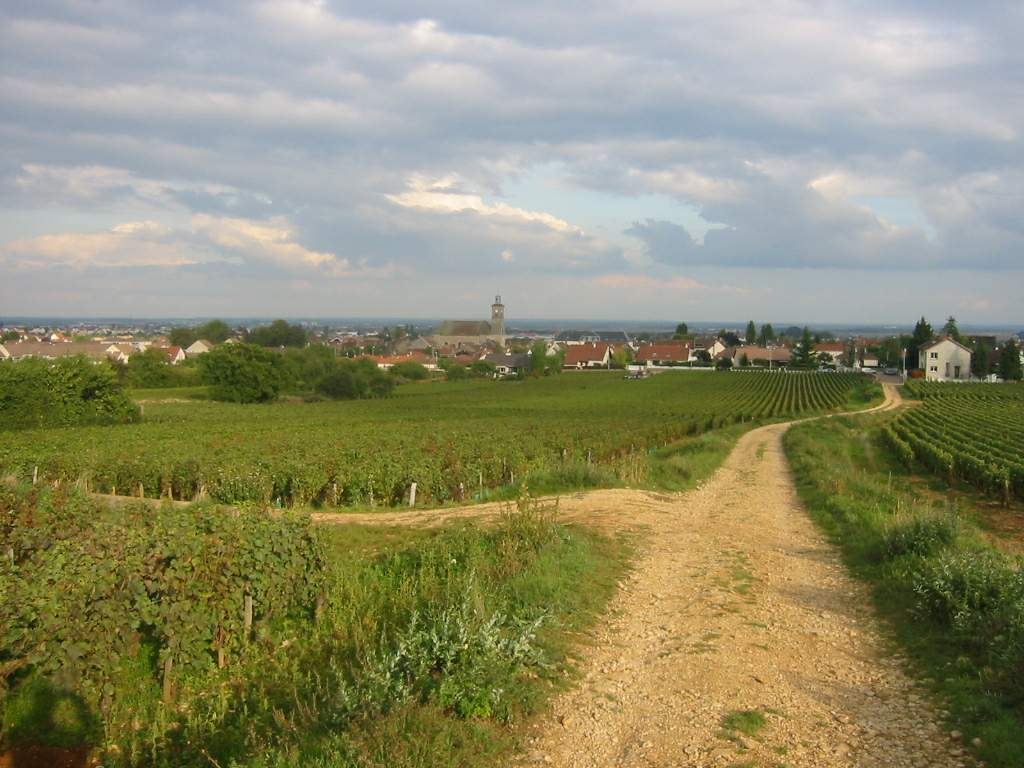
Marsannay-la-Côte
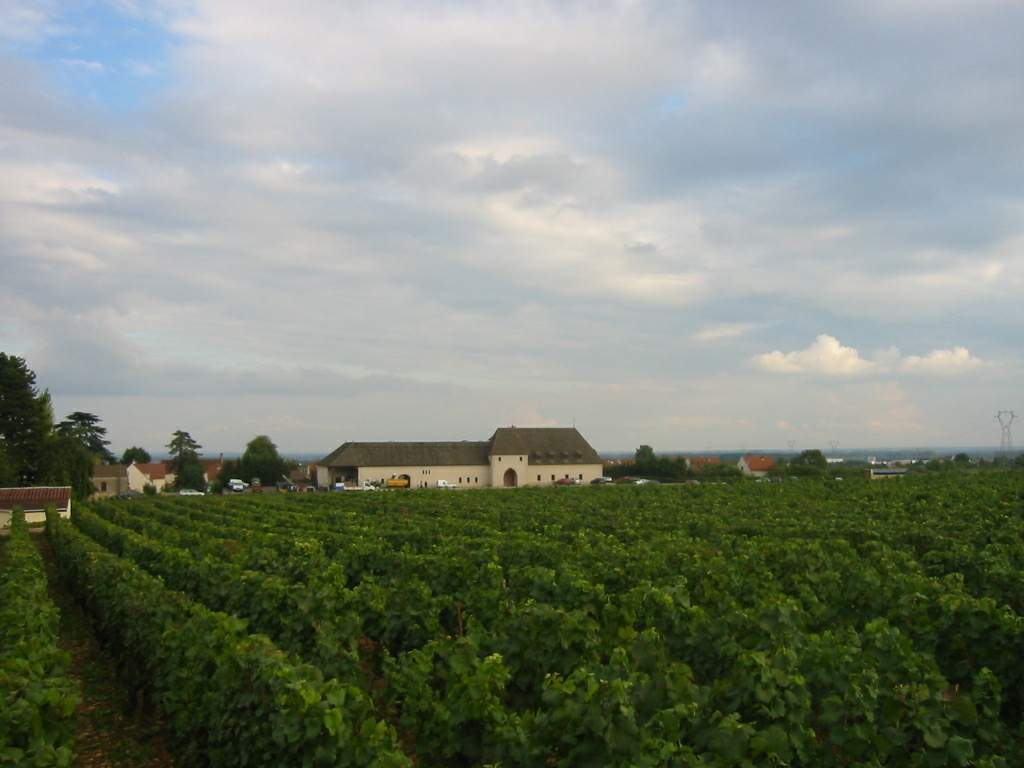
Château de Marsannay-la-Côte
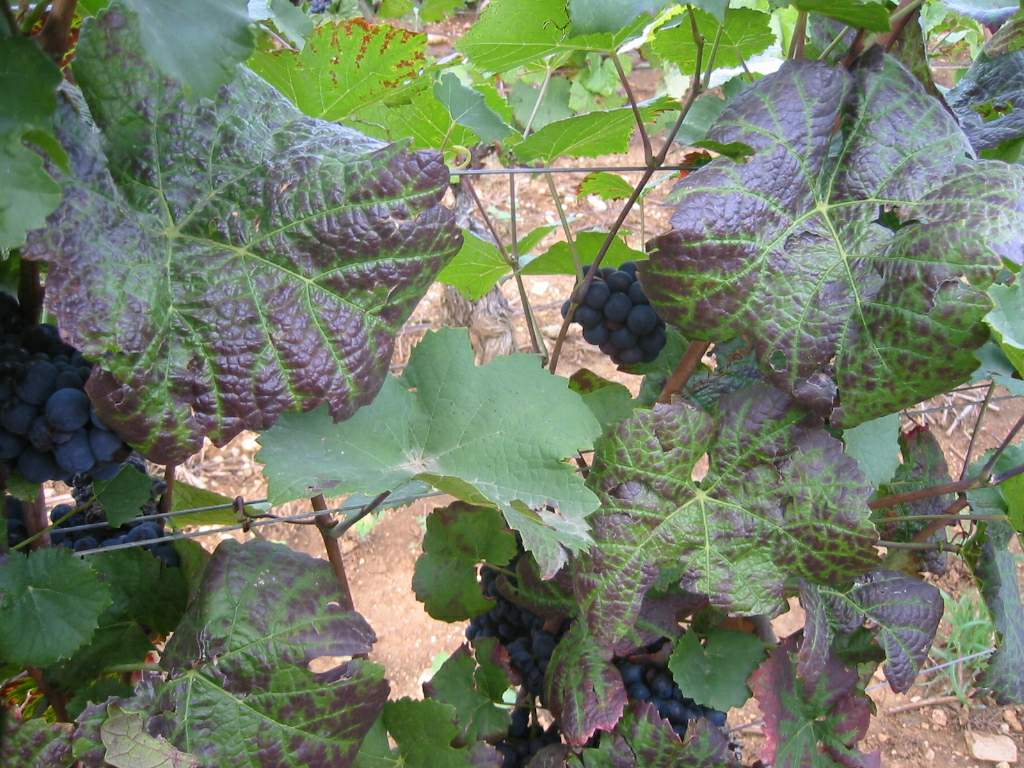
Detall d'un cep de vinya
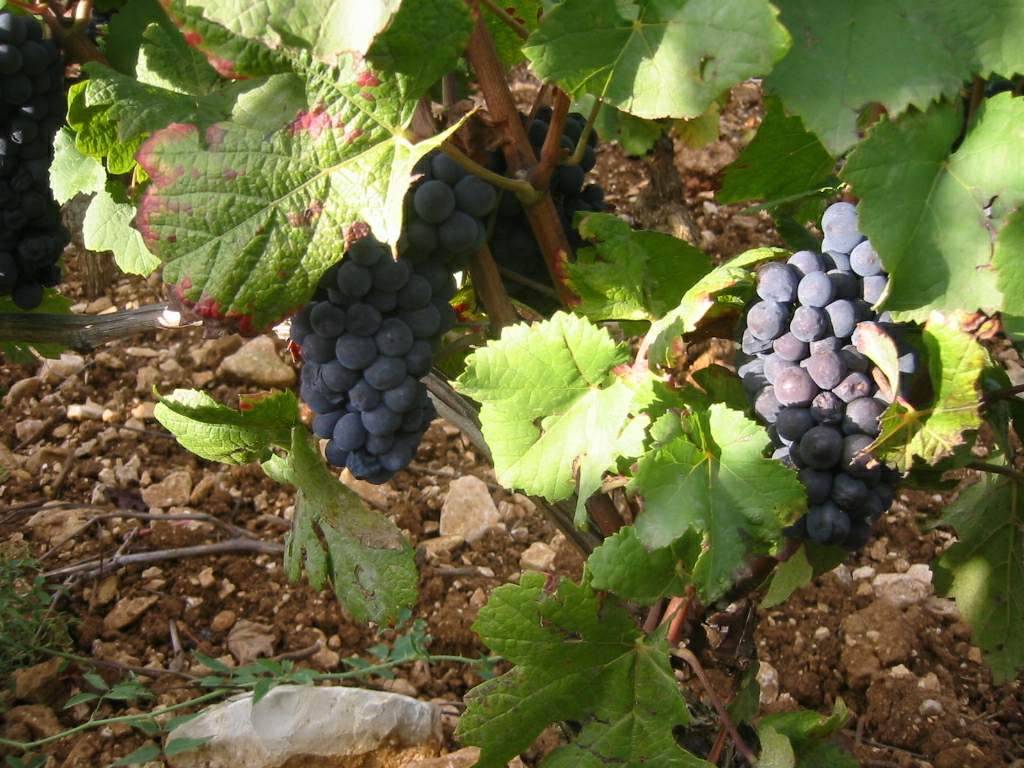
Detall d'un cep de vinya
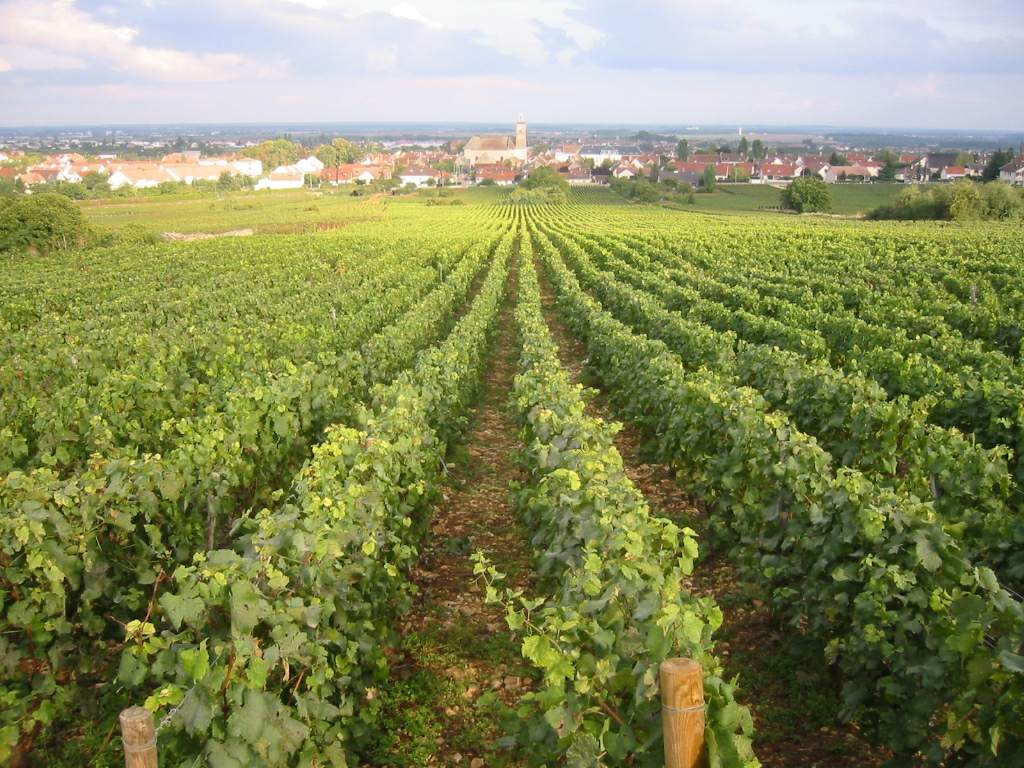
Vinyes de Marsannay-la-Côte
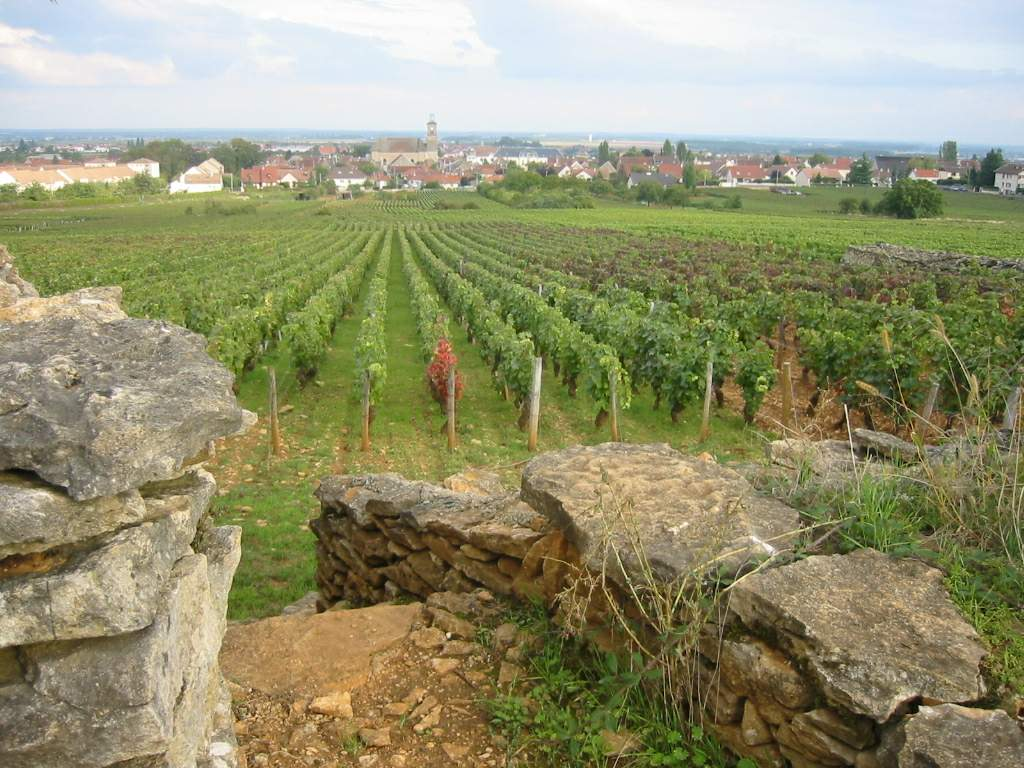
Vinyes de Marsannay-la-Côte
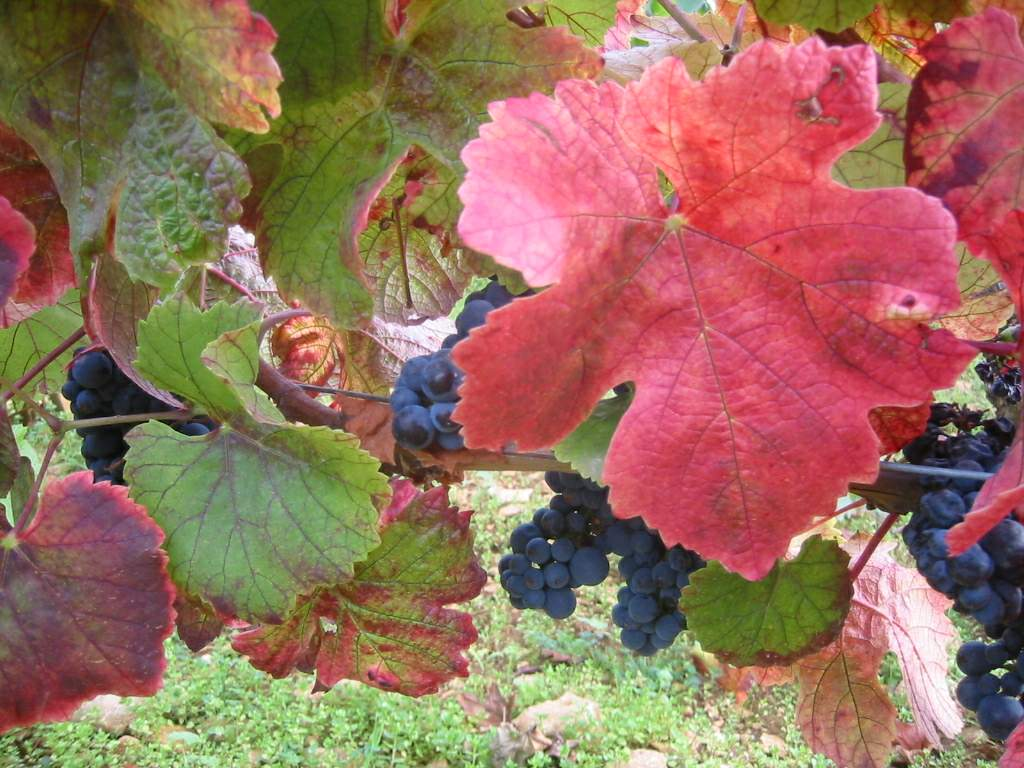
Pàmpols i raïms
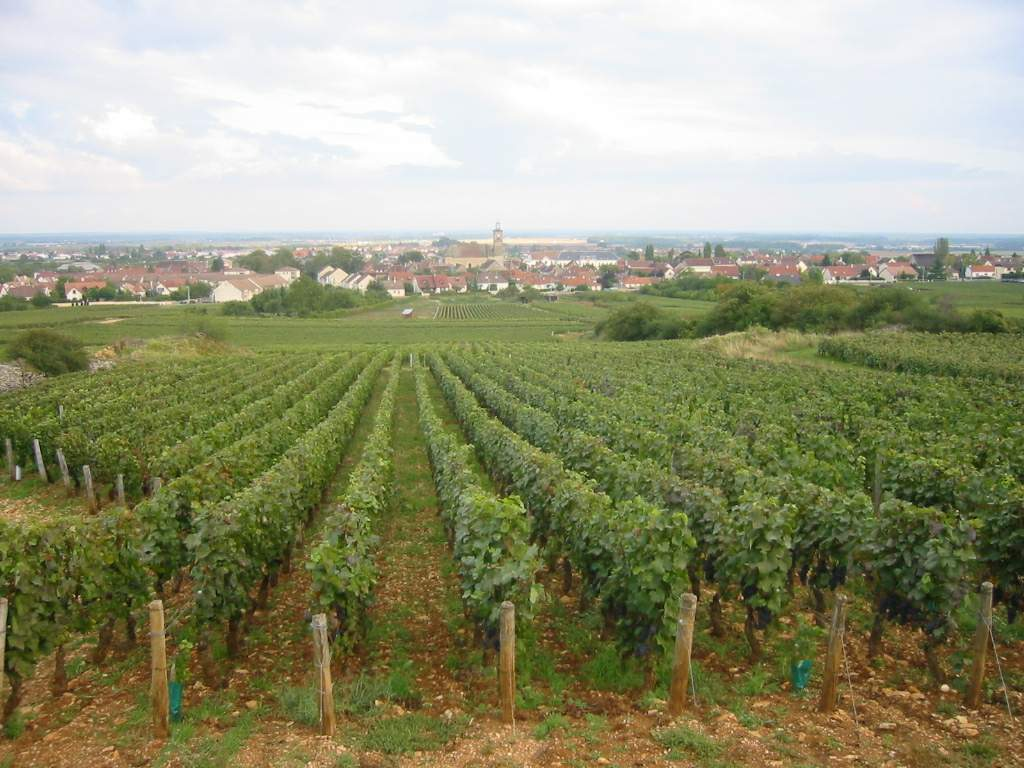
Vinyes de Marsannay-la-Côte
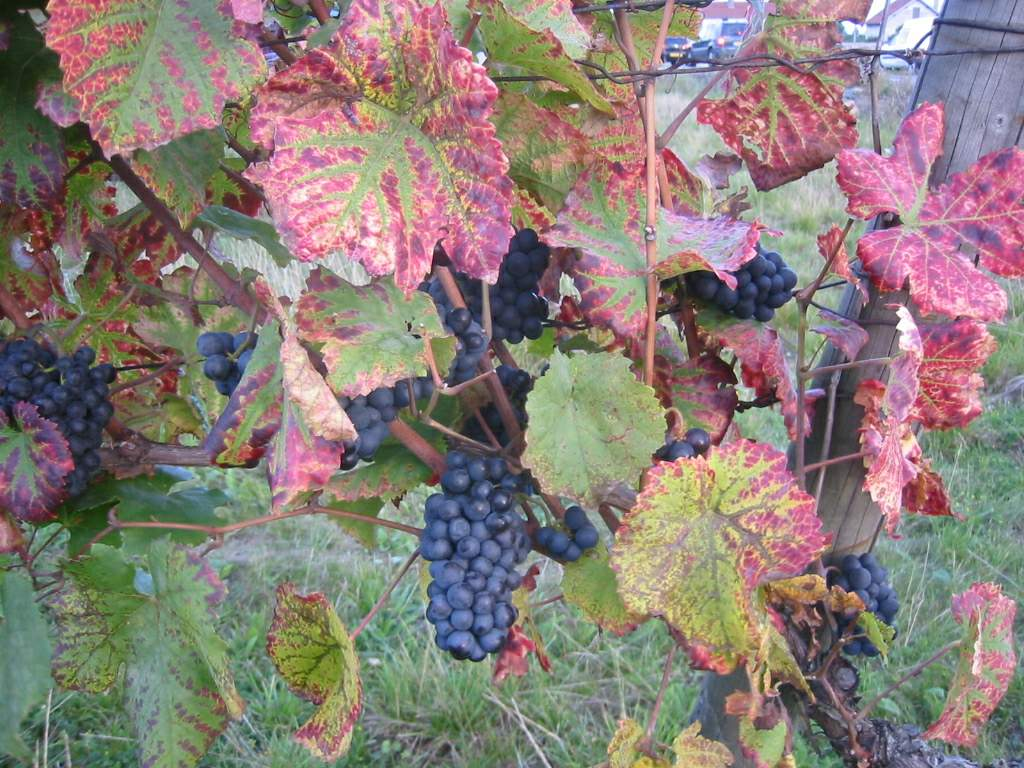
Pàmpols i raïms